# Hibiscus symonii
Hibiscus symonii är en malvaväxtart som beskrevs av F. D. Wilson och N. Byrnes. Hibiscus symonii ingår i Hibiskussläktet som ingår i familjen malvaväxter. Inga underarter finns listade i Catalogue of Life.